# Arthur Garfield Dove

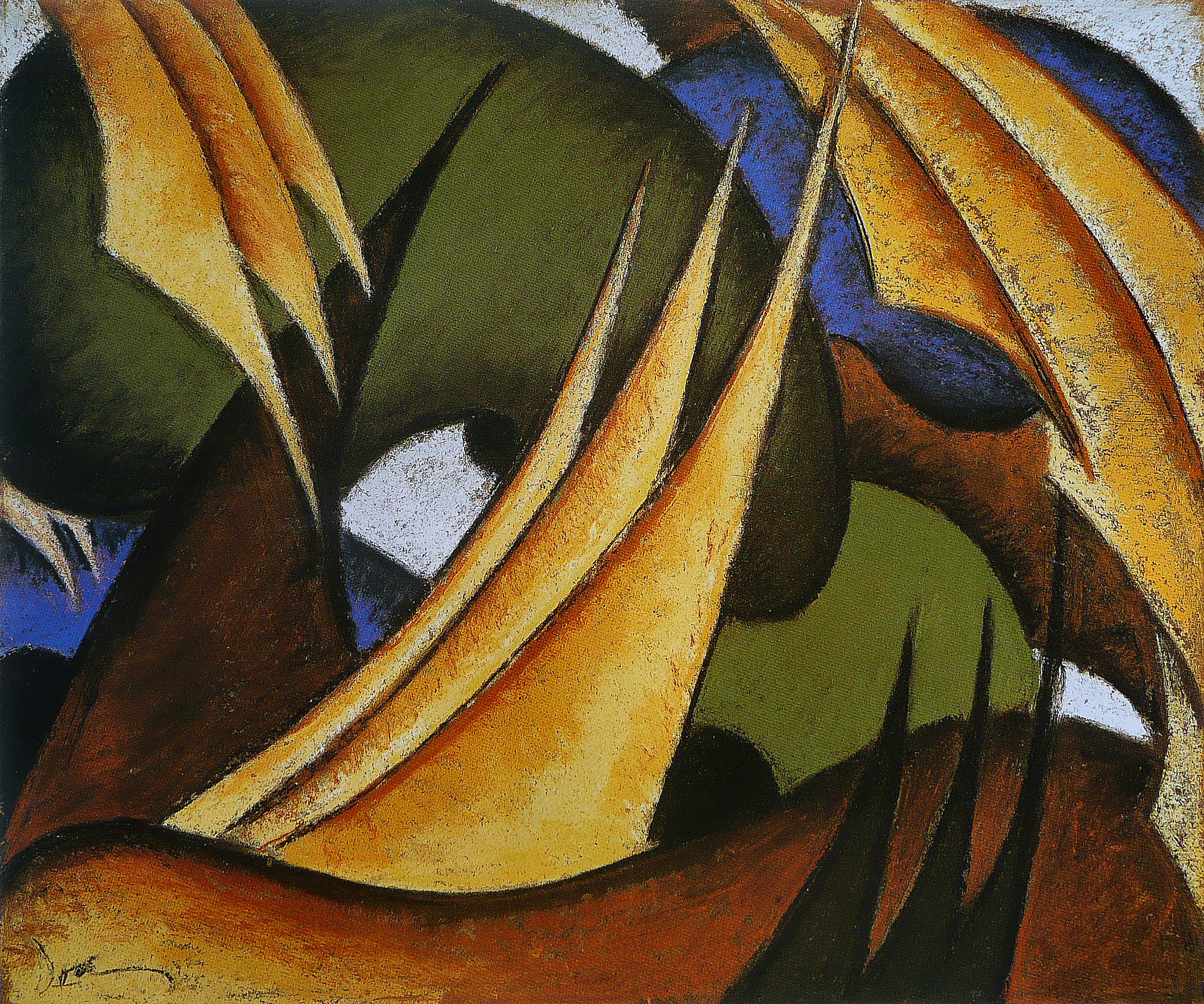
Sails (um 1911)

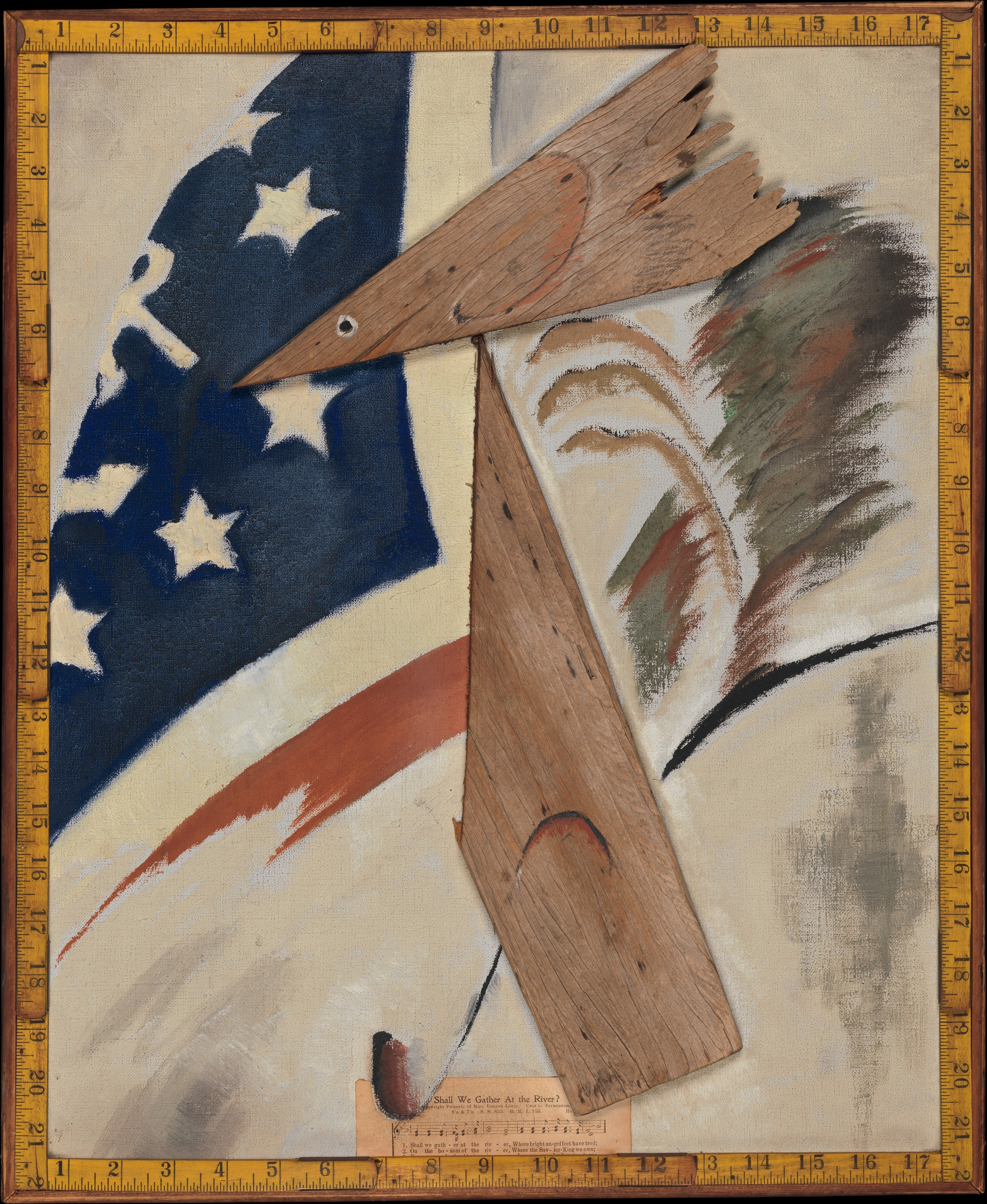
Portrait of Ralph Dusenberry, 1924

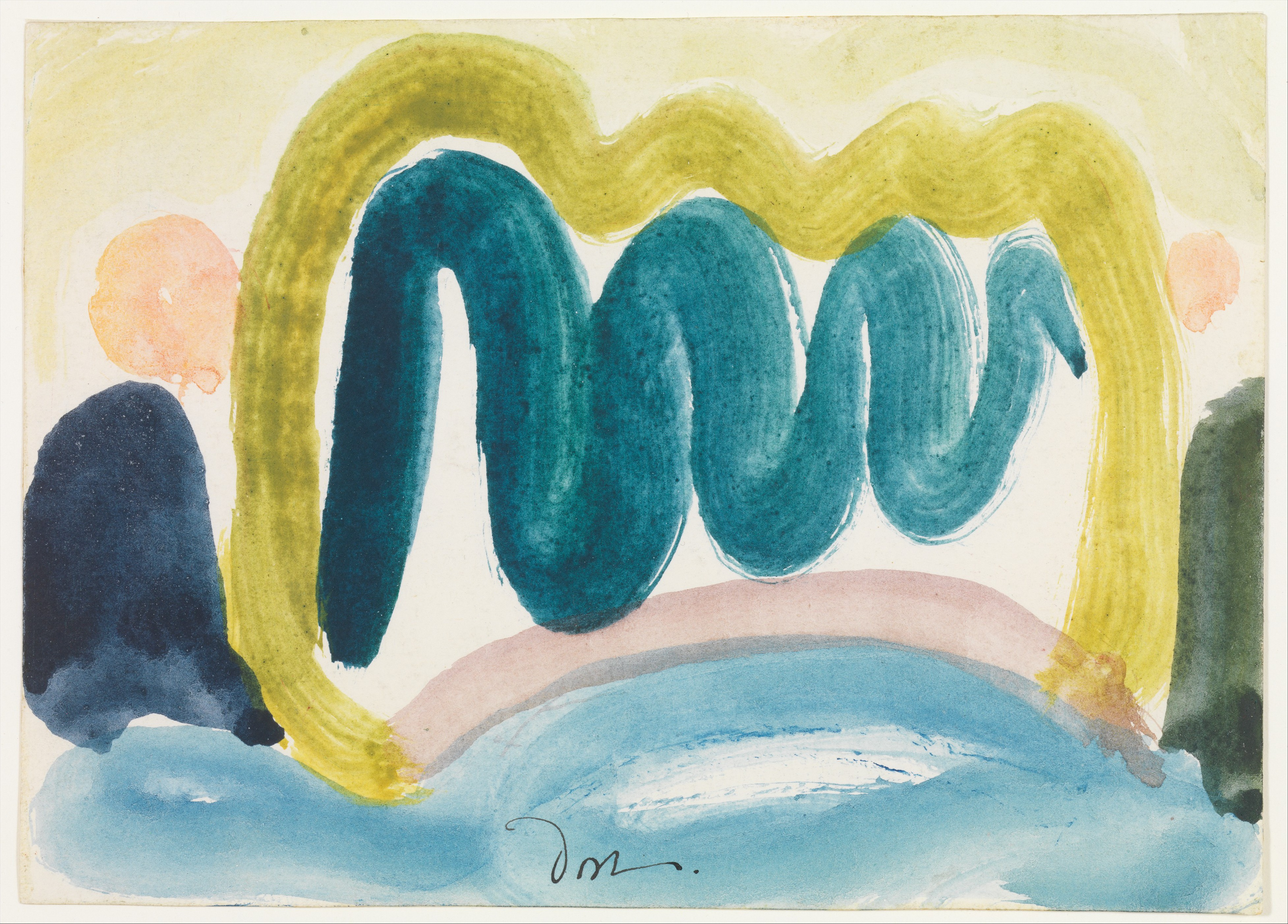
Pond in Sunlight, 1935

Arthur Garfield Dove (geboren 2. August 1880 in Canandaigua, New York; gestorben 23. November 1946 in Huntington, New York) war ein US-amerikanischer Maler. Dove war einer der ersten abstrakt malenden US-amerikanischen Künstler. Er malte ähnlich wie Wassily Kandinsky um 1911/12 seine ersten von Landschafts- und Naturformen ausgehenden abstrahierenden Bilder.

## Leben und Werk
Dove wurde in eine wohlhabende Familie geboren. Seine Eltern, William George und Anna Elizabeth, waren englischer Abstammung. Der Vater war ein politisch engagierter und erfolgreicher Geschäftsmann, der eine eigene Ziegelei besaß und über Liegenschaften in der Stadt verfügte.
Als Junge interessierte sich Arthur Dove für das Klavierspiel, bekam Malunterricht und spielte Baseball an der High School. Der Nachbar, ein Freizeitmaler, machte den Jungen mit der Landschafts- und Naturmalerei bekannt.
Dove studierte an der Cornell University, wo er durch gekonnte Illustrationen für das Jahrbuch der Universität auf sich aufmerksam machte. Nach dem Abschluss begann er als kommerzieller Illustrator in New York City zu arbeiten. 1907 zogen Dove und seine erste Ehefrau nach Paris, wo er sich einer Gruppe experimenteller amerikanischer Künstler anschloss. Der angehende Künstler befasste sich mit neuen Malstilen und war vor allem von den Fauve und Henri Matisse inspiriert. 1908 und 1909 stellte er seine Arbeiten im Herbstsalon aus. Mit dem klaren Bewusstsein zukünftig als Künstler zu arbeiten kehrte er nach New York zurück. Unbefriedigt von der Arbeit als Werbegrafiker zog er von New York aufs Land um als Bauer und Fischer zu arbeiten und sich der Malerei zu widmen.
1909 traf er auf Alfred Stieglitz, der sich mit ihm anfreundete und ihn einlud, in seiner neuartigen Galerie 291 auszustellen. 1910 zeigte Dove seine Werke in der Gemeinschaftsausstellung Young American Painters in Stieglitz’ Galerie. 1912 folgte Doves erste Einzelausstellung bei Stieglitz. Alfred Stieglitz hatte einen gewissen Einfluss auf Doves Identität als Künstler. Beiden war die Überzeugung gemeinsam, dass sich Kunst nicht an Materialismus und Traditionen orientieren sollte, sondern vielmehr moderne spirituelle Werte zu verkörpern habe. Stieglitz, dem die Abstraktionen Kandinskys bereits bekannt waren, brachte Dove dazu, ebenfalls mit abstrakten Formen zu experimentieren. In der Ausstellung von 1912 zeigte Dove mit einer Serie von Pastellarbeiten unter dem Titel Ten Commandments (Die zehn Gebote) die erste nicht gegenständliche Malerei eines amerikanischen Künstlers. Dove wurde bald zum führenden Maler einer neuen progressiven amerikanischen Kunst. Von 1912 bis 1946 zeigte Dove regelmäßig Arbeiten in Stieglitz’ Galerien 291, Intimate Gallery und An American Place.

## Galerie

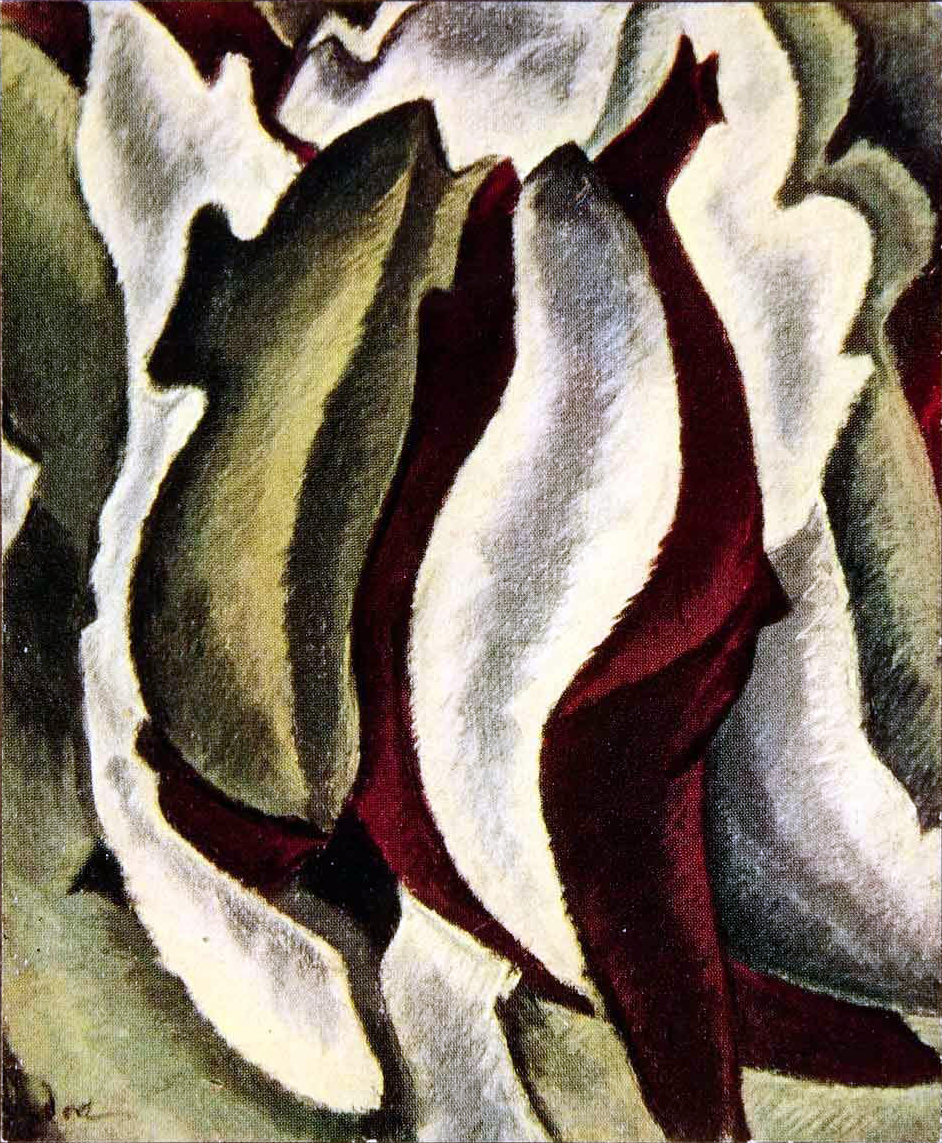
Based on Leaf Forms and Spaces, 1911–12
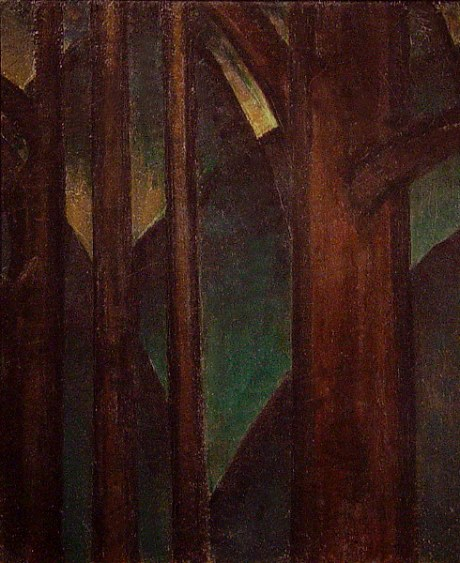
Dark Abstraction, 1917
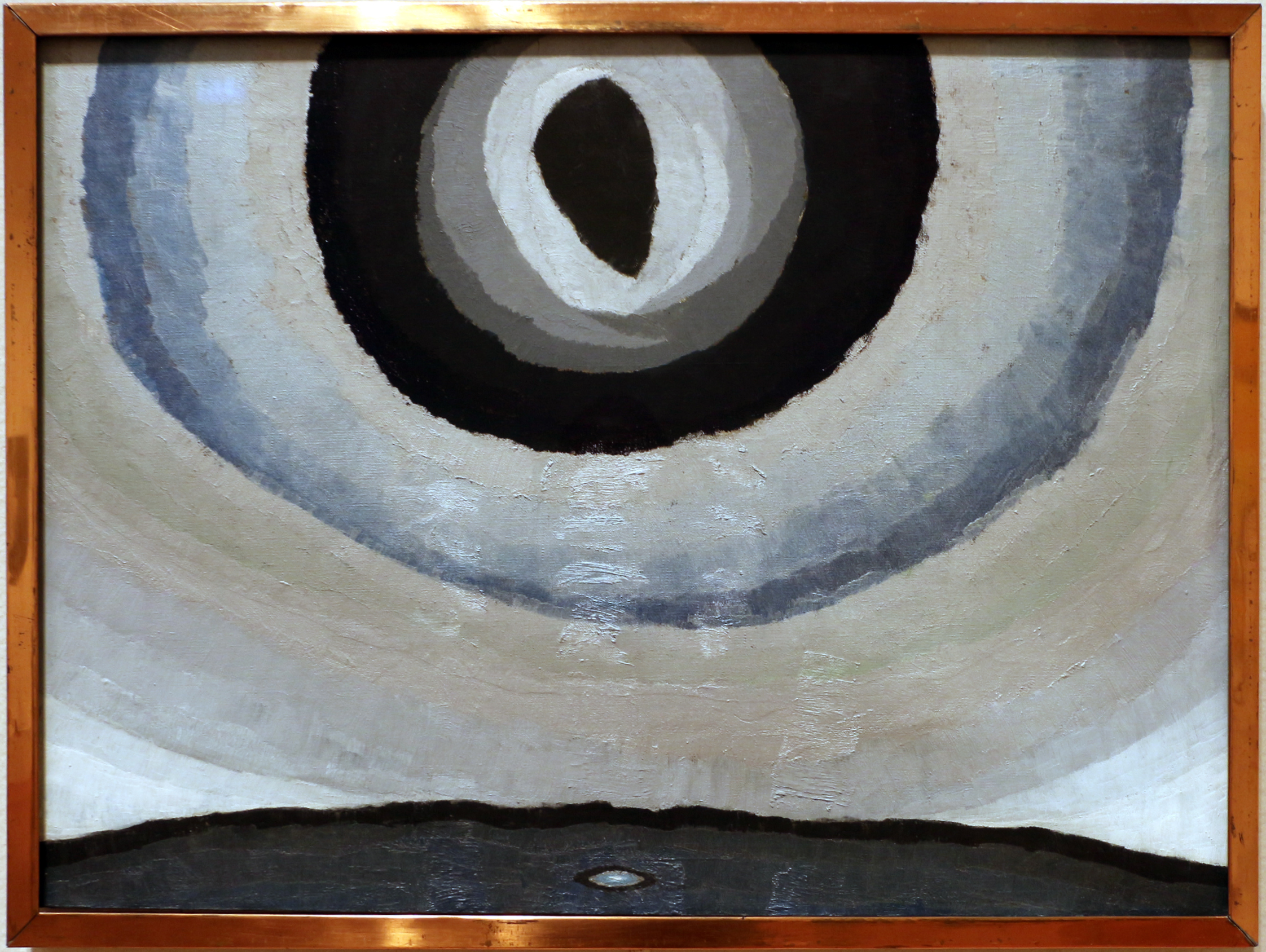
sole d'argento, 1929
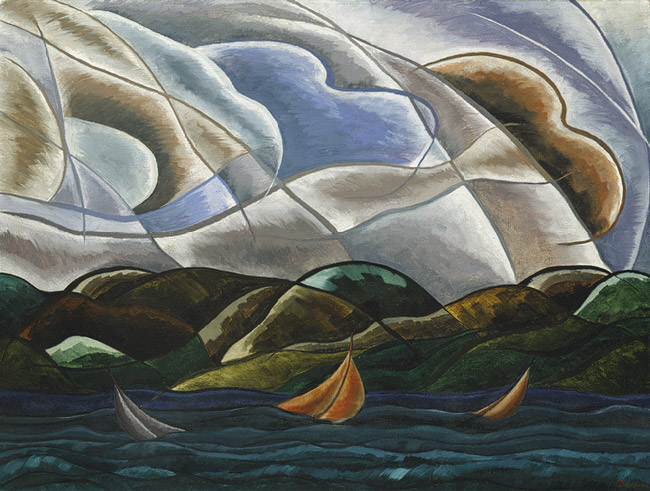
Clouds and Water, 1930
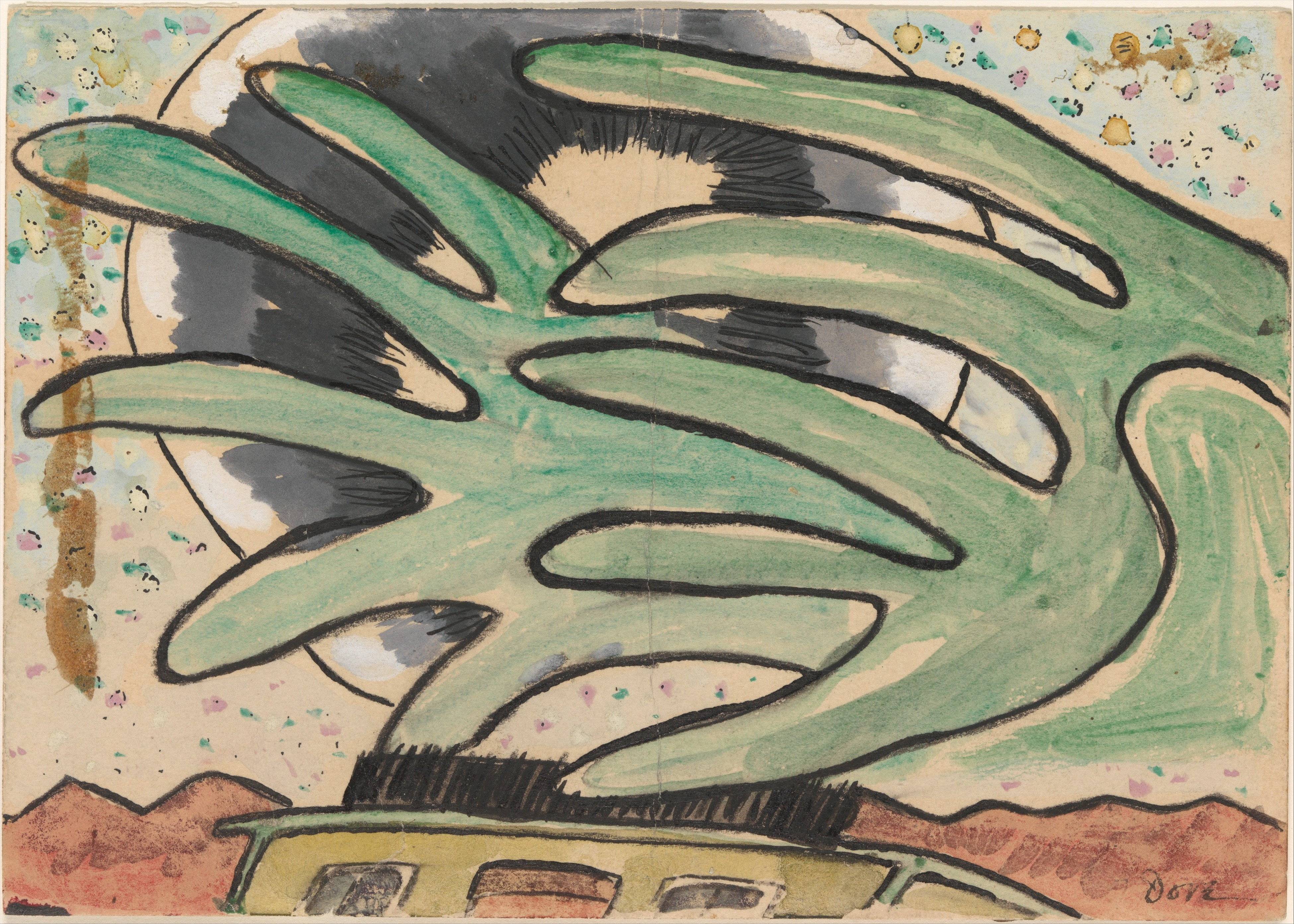
Silver Ball, Barge, and Trees, 1930
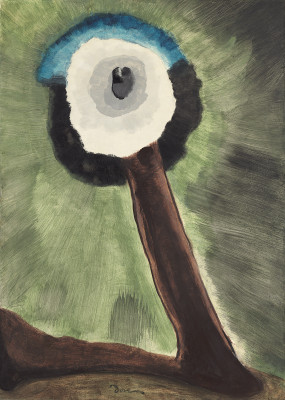
Moon, 1935
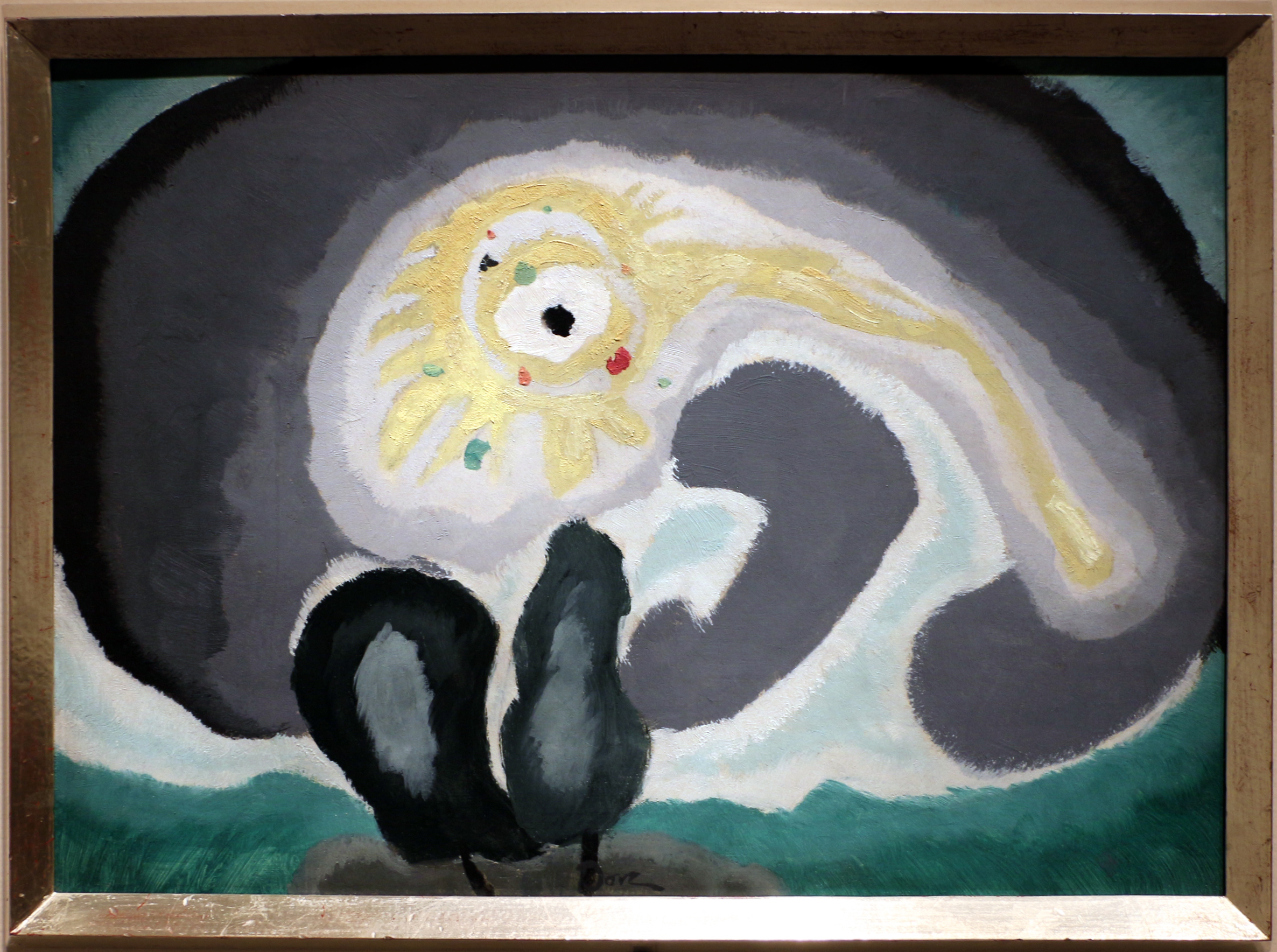
Riflessi, 1935
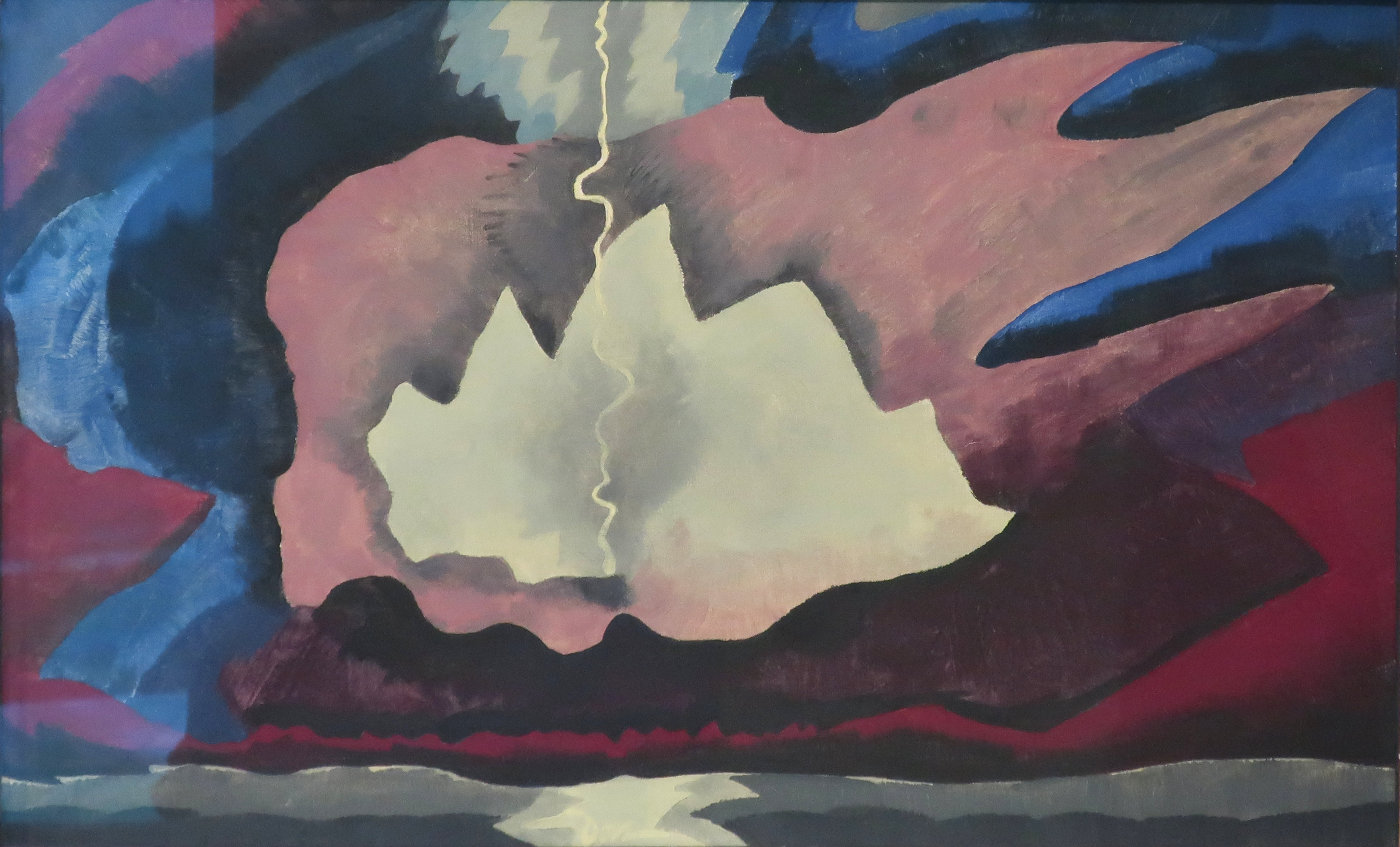
Thunder Shower, 1940
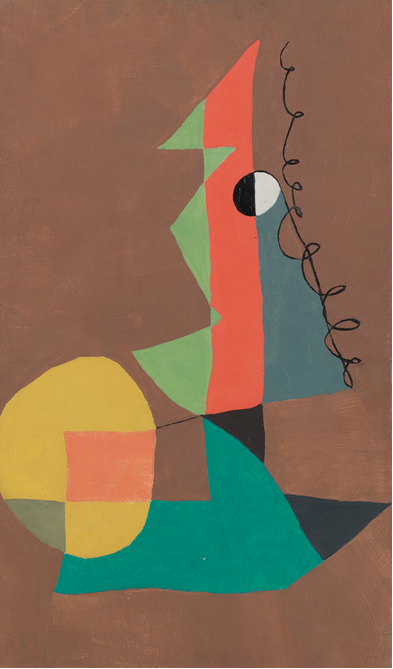
04 Percent, 1942